# اسماعیل اکبر
اسماعیل اکبر   از سیاستمداران ایرانی بود، که در دوره بیستم   به عنوان نماینده رشت و در دوره دوره بیستم و سوم  به عنوان نماینده آستارا در مجلس شورای ملی حضور داشت.

## زندگی
اسماعیل اکبر فرزند محمد اکبر (رئیس تشریفات دربار شاهنشاهی در دوره پهلوی) و نوه صادق خان اکبر سردار معتمد (حاکم، وزیر و نماینده مجلس) بود.